# 安邦路

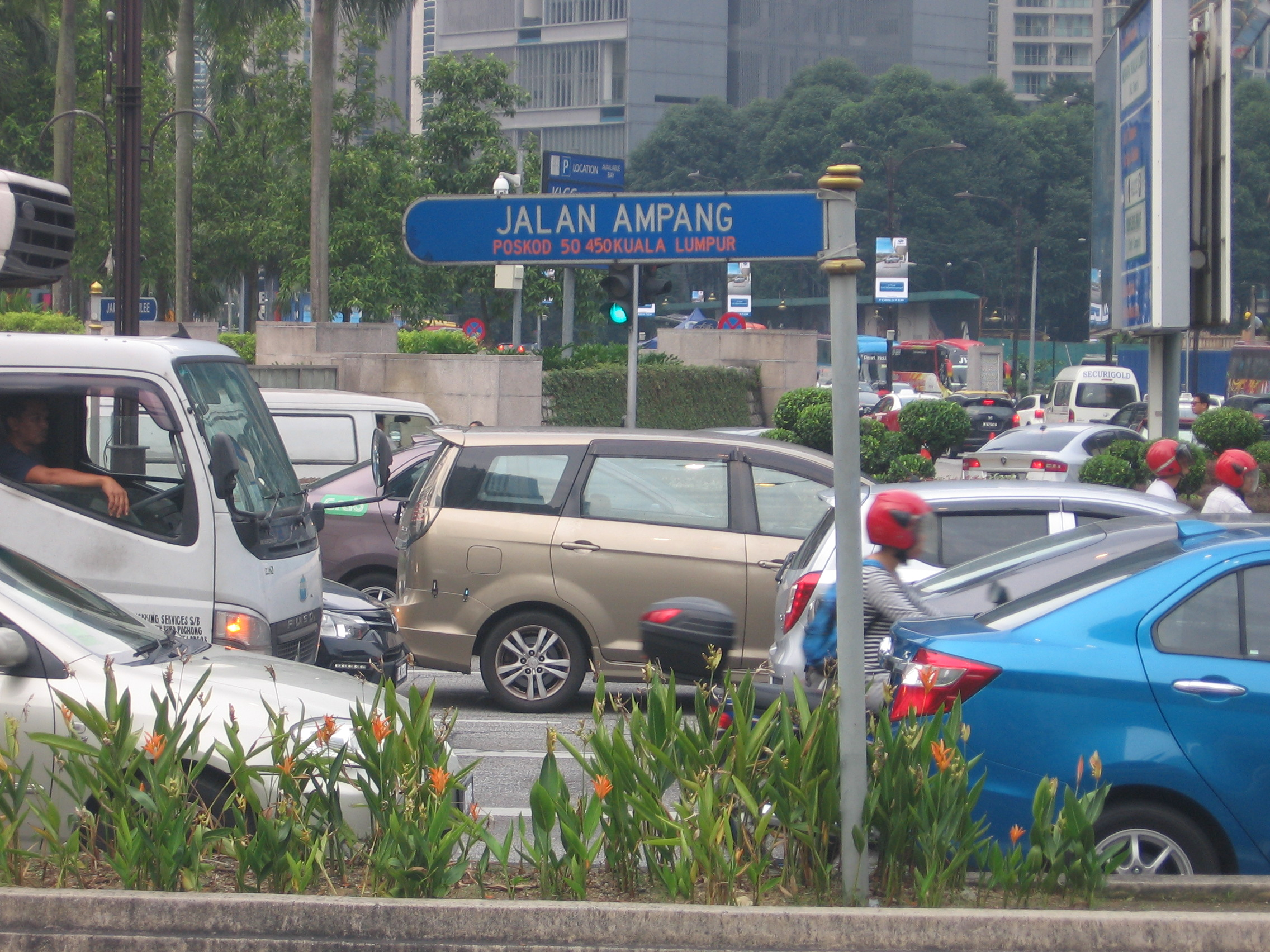
安邦路的路标

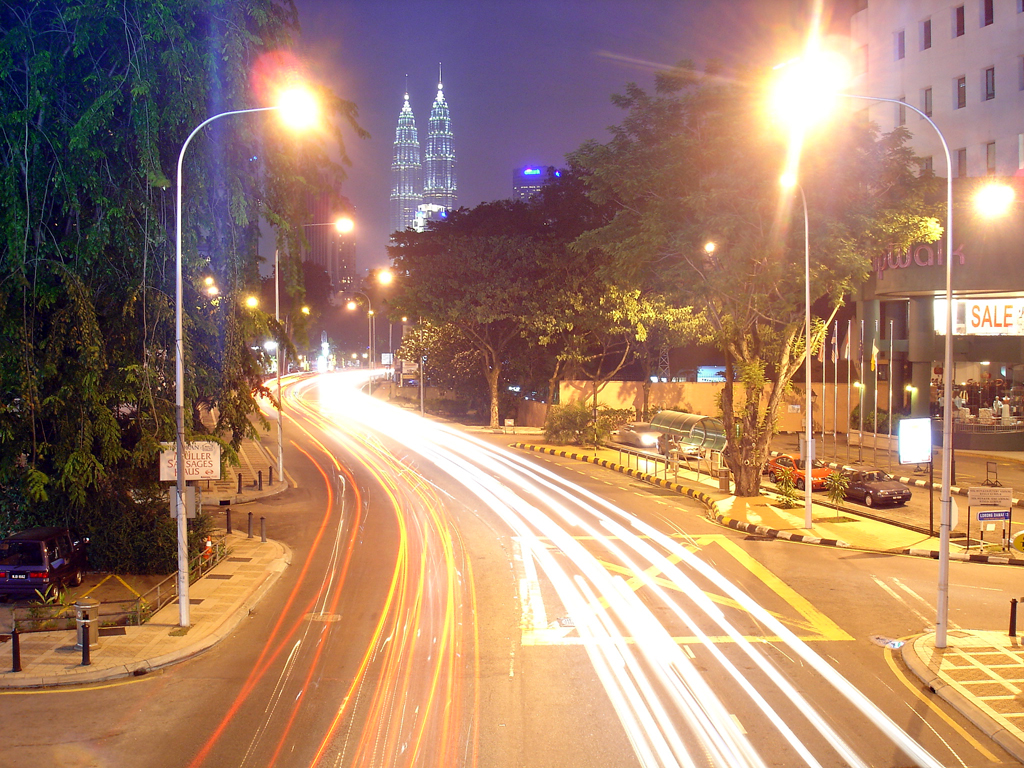
摄于夜间的安邦路，图中可见吉隆坡著名地标双峰塔

安邦路是马来西亚雪兰莪州巴生谷地区和首都吉隆坡的主要道路。建于1880年代，是巴生谷最古老的道路之一。安邦路也是通往安邦的主要道路。

## 事件
2010年6月20日，巫统蕉赖区部主席赛阿里（Syed Ali Alhabshee）提议将安邦路改名为敦马哈迪医生路（Jalan Tun Dr Mahathir Mohamad），以感谢马哈迪·莫哈末领导马来西亚22年的贡献。
2023年1月13日，一辆轿车在安邦路被一块金属建筑材料砸中，导致该轿车严重受损，无人伤亡。